# Sporting Praia Cruz
El Sporting Praia Cruz es un equipo de fútbol de Santo Tomé y Príncipe que milita en el Campeonato nacional de Santo Tomé y Príncipe, el torneo de fútbol más importante del país.

## Historia
Fue fundado en la isla de São Tomé y es el equipo más ganador del Campeonato nacional de Santo Tomé y Príncipe con 7 títulos de liga, aunque se dice que ganó el de la temporada de 1997, pero una apelación del Vitoria hizo que no se ganara ese título, que al final no fue acreditado a nadie. También ha sido campeón de copa en 6 ocasiones, 2 supercopas y han ganado la Liga de fútbol de la Isla de Santo Tomé en 7 ocasiones.
A nivel internacional han participado en 2 torneos continentales, el primero de ellos fue la Liga de Campeones de la CAF 2014, en la cual fueron eliminados en la ronda preliminar al Stade Malien de Malí, con el detalle de que fueron el primer club de Santó Tomé y Príncipe en ganar un partido por competiciones continentales.

## Palmarés
- Campeonato nacional de Santo Tomé y Principe: 8

1982, 1985, 1994, 1999, 2007, 2013, 2015, 2016
- Liga de fútbol de la Isla de Santo Tomé: 9

1982, 1985, 1994, 1999, 2007, 2012, 2013, 2015, 2016
- Copa Nacional de Santo Tomé y Principe: 6

1982, 1993, 1994, 1998, 2000, 2015
- Supercopa de Santo Tomé y Príncipe: 2

1999, 2000, 2016
- Copa de la Solidaridad: 1

1999

## Participación en competiciones de la CAF
| Temporada | Torneo                      | Ronda      | Club            | Casa  | Visita | Global |
| --------- | --------------------------- | ---------- | --------------- | ----- | ------ | ------ |
| 2014      | Liga de Campeones de la CAF | Preliminar | Stade Malien    | 3-2   | 0-5    | 3-7    |
| 2016      | Liga de Campeones de la CAF | Preliminar | Warri Wolves FC | w.o.1 | w.o.1  | w.o.1  |

1- Sporting Praia Cruz abandonó el torneo.

## Jugadores

### Jugadores destacados
- Veloso Staydner